# Cephalaria juncea
Cephalaria juncea är en tvåhjärtbladig växtart som beskrevs av Pierre Edmond Boissier. Cephalaria juncea ingår i släktet jätteväddar, och familjen Dipsacaceae. Inga underarter finns listade i Catalogue of Life.